# Сучава (станція)
Сучава (рум. Gara Suceava) — вузлова залізнична електрифікована вантажно-пасажирська станція в Румунії, розташована в однойменному місті. Адреса: Сучава, вул. Ніколае Йорги, 7.

## Історія
28 жовтня 1869 року була завершено другий етап Львівсько-Чернівецько-Ясської залізниці — відтинок Чернівці — Іцкань (1963 року станція Іцкань отримала назву Сучава-Північна (рум. Suceava Nord)). Залізничний вокзал був зведений 1871 року в неоготичному стилі. Впродовж 1871—1918 років була прикордонною станцією Австро-Угорщини. Після 1918 року село Іцкань стало частиною Королівства Румунії, тож прикордонна служба була скасована.

## Пасажирське сполучення
У червні 2017 року було оголошено про намір запустити потяг сполученням Чернівці — Сучава, він стане другим потягом, який сполучить станцію з Чернівцями (перший — «Київ — Бухарест»). Хоча керівництво Чернівецькою області не було впевнене в необхідності такого маршруту, у травні 2018 досягнуто домовленостей про запуск потягів з 1 січня 2019 року: Україна та Румунія домовилися про запуск потяга Чернівці — Сучава з пересадкою на станції Вадул-Сірет. На початку квітня 2019 року представник керівництва «Укрзалізниці» розповів, що потяга до Сучави з Чернівців поки не буде через «відсутність рухомого складу»: «Це не Польща і не Угорщина, де ми відчуваємо хороший пасажиропотік. До Румунії він на порядок менше».